# التصنيفات الدولية لإيران

## الزراعة
| اسم                                                                | مرتبة | من خلال | مصدر                   | ملاحظات                                                                                | عام       |
| ------------------------------------------------------------------ | ----- | ------- | ---------------------- | -------------------------------------------------------------------------------------- | --------- |
| عدد الآلات الزراعية: الجرارات                                      | 22    | 190     | البنك الدولي           | 258،000 جرار زراعي قيد العمل                                                           | 2003      |
| الأراضي المروية للفرد الواحد                                       | 14    | 173     | كتاب حقائق العالم      | ~ 1،153 كم مربع لكل مليون شخص                                                          | 2003      |
| مجموع الأراضي الزراعية                                             | 15    | 199     | البنك الدولي           | 616،000 كم مربع من الأراضي الزراعية                                                    | 2005      |
| إجمالي الأراضي الزراعية للفرد الواحد                               | 57    | 199     | البنك الدولي           | ~ 9 كم مربع من الأراضي الزراعية لكل 1000 شخص                                           | 2005      |
| مساحة المحاصيل الدائمة                                             | 18    | 181     | منظمة الأغذية والزراعة | 2،002،000 هكتار من المحاصيل الدائمة، (29.4334 هكتار لكل 1000 شخص؛ نصيب الفرد: 69/181)) | 2000      |
| الأرض الصالحة للزراعة كنسبة مئوية من إجمالي مساحة الأرض            | 109   | 199     | البنك الدولي           | 9.84٪ من مساحة الأرض الصالحة للزراعة (1610000 هكتار)                                   | 2005      |
| مساحة الأراضي الزراعية الدائمة كنسبة مئوية من إجمالي مساحة الأراضي | 110   | 187     | البنك الدولي           | ويستخدم 0.92٪ من مساحة اليابسة كأراضي زراعية دائمة                                     | 2005      |
| مؤشر الإنتاج الزراعي                                               | 13    | 149     | الأمم المتحدة          | مؤشر يعتمد على الإنتاج الزراعي للفترة 1989-91 أخذت 100؛ مؤشر إيران: 141                | 1996-1998 |
| استهلاك الديزل السنوي في الزراعة                                   | 7     | 107     | الأمم المتحدة          | استهلاك الديزل السنوي في الزراعة من 341000 طن.                                         | 2005      |
| استهلاك الفرد من الكهرباء الزراعية                                 | 18    | 110     | الأمم المتحدة          | 241.3 كيلوواط ساعة للفرد / السنة                                                       | 2005      |
| إنتاج الحبوب                                                       | 13    | 149     | معهد الموارد العالمية  | 000 141 طن من الحبوب المنتجة سنويا                                                     | 2001      |
| إنتاج اللحوم للفرد الواحد                                          | 73    | 149     | الأمم المتحدة          | ~ 21.1 كغ / شخص سنويا                                                                  | 1998      |

## الاتصالات وتكنولوجيا المعلومات
| اسم                                                                   | مرتبة | من خلال | مصدر                        | ملاحظات | عام  |
| --------------------------------------------------------------------- | ----- | ------- | --------------------------- | --- | ---- |
| الجاهزية الإلكترونية                                                  | 68    | 70      | وحدة الاستخبارات الاقتصادية | | 2009 |
| عدد مستخدمي الإنترنت                                                  | 11    | 195     | الإنترنت إحصائيات العالم    | 51.7٪ من السكان يستخدمون الإنترنت | 2009 |
| قائمة البلدان حسب عدد مستخدمي عرض نظاق الإنترنت                       | 44    | 48      | الاتحاد الدولي للاتصالات    | 300،000 من مستخدمي الإنترنت عريض النطاق أو ~ 0.41٪ من السكان؛ مزيد من المعلومات: الإنترنت في إيران | 2008 |
| مؤشر الفرص الرقمية                                                    | 105   | 120     | الاتحاد الدولي للاتصالات    | | 2007 |
| عدد خطوط الهاتف                                                       | 12    | 100     | كتاب حقائق العالم           | 24،800،000 خطوط الهاتف قيد الاستخدام؛ 80٪ من نظام الاتصالات الهاتفية أصبح رقمية بحلول عام 2004 94.8٪ من المنازل لديها خطوط هاتفية في عام 2010 | 2008 |
| عدد الهواتف المحمولة                                                  | 20    | 56      | الأمم المتحدة               | 52،000،000 مستخدم الهاتف المحمول؛ 69.3٪ من السكان يستخدمون الهواتف المحمولة | 2010 |
| الاستثمار في البنية التحتية للاتصالات كنسبة مئوية من إجمالي الإيرادات | 10    | 190     | البنك الدولي                | تم إعادة استثمار 73.68٪ من إجمالي الإيرادات في قطاع الاتصالات لتوسيع البنية التحتية للاتصالات السلكية واللاسلكية والبنية التحتية | 2005 |
| الجاهزية للحكومة الإلكترونية                                          | 102   | 193     | الأمم المتحدة               | قياس قدرات الحكومة الإلكترونية في البلد | 2010 |
| المشاركة الإلكترونية للجمهور                                          | 117   | 193     | الأمم المتحدة               | قياس مشاركة السكان في الحكومة الإلكترونية | 2010 |
| عدد الصحف اليومية والدوريات                                           | 14    | 124     | الأمم المتحدة               | 112 صحيفة يومية ودوريات حاضرة. انظر أيضا: وسائل الإعلام الإيرانية | 2000 |
| عدد الصحف والدوريات غير اليومية                                       | 8     | 91      | الأمم المتحدة               | 906 الصحف غير اليومية والدوريات الحالية | 2000 |
| عدد محطات البث التلفزيوني                                             | 67    | 228     | كتاب حقائق العالم           | وفي عام 1997، كان هناك 28 محطة بث تلفزيوني بالإضافة إلى 450 مكررا في إيران؛ المزيد من المعلومات: بحلول عام 2010، كان هناك 74 محطة بث عالية الطاقة، و 430 محطة متوسطة، و 5000 محطة إذاعية منخفضة الطاقة بالإضافة إلى 120 استوديو تلفزيون، و 47 قناة تلفزيونية و 50 قناة راديو؛ تحولت إيران من سيكام إلى بال في عام 1998؛ بحلول عام 2015 تخطط إيران لاستكمال التحول إلى التلفزيون الرقمي.; مزيد من المعلومات: البلدان حسب تقديم التلفزيون الملون والبلدان حسب تقديم التلفزيون. | 1997 |
| عدد مقدمي خدمات الإنترنت (ISP)                                        | 9     | 165     | كتاب حقائق العالم           | 100 مزود خدمة الإنترنت في تشغيل | 2002 |
| قائمة البلدان حسب عدد مضيفي الإنترنت                                  | 120   | 190     | كتاب حقائق العالم           | وهناك 2،860 مضيفا للإنترنت في إيران | 2008 |
| عدد مواقع الويب على النطاق الوطني                                     | 58    | عالم    | القياس على الانترنت         | إيران لديها 310،000 مواقع على نطاقها الوطني (.ir). وتحتل إيران المرتبة 32 عالميا من حيث العدد اإلجمالي للمواقع اإللكترونية | 2009 |
| سرعة الإنترنت                                                         | 174   | 181     | سبيد تست                    | همدان هي محافظة إيران مع أسرع سرعة التحميل/التنزيل في 0.32 / 1.09 ميغابت في الثانية و I.P.M. هو أسرع مزود خدمة إنترنت في إيران بنسبة 0.76 / 2.87. | 2010 |
| تقرير الشفافية من غوغل                                                |       | عالم    | جوجل                        | إيران تفرض رقابة على حركة الإنترنت | 2010 |

## التعليم
| الاسم                                                                                     | الرتبة | من بين | المصدر                                                                         | ملاحظات | السنة |
| ----------------------------------------------------------------------------------------- | ------ | ------ | ------------------------------------------------------------------------------ | --- | ----- |
| قائمة الدول حسب نسبة المحصلين                                                             | 47     | عالميا | الأمم المتحدة                                                                  | 91% من الناس البالغين سن الرشد (عمرهم 15 سنة فما فوق) قراءة وكتابة؛ Total illiteracy rate of 6.2% of population in 2002 improving from 52.5% in 1976 Total literacy rate (age 6 & above): 92.7% in 2002; More info: أمية وظيفية & Aliteracy، التنور العلمي & سن ترك المدرسة | 2011  |
| مؤشر التعليم                                                                              | 112    | 176    | الأمم المتحدة                                                                  | Iran's educational index= 0.804; More info: تعليم التقنية & التنور العلمي & وعي معلوماتي & علوم استعرافية | 2008  |
| عدد الكتب المنشورة سنويا                                                                  | 7      | عالميا | Book titles published per country per year                                     | 65,000 كتاب#Types of كتب published annually; More info: Iran Book News Agency | 2010  |
| عدد الكتب المنشورة في العلوم التطبيقية                                                    | 16     | 99     | الأمم المتحدة                                                                  | 2,426 كتابا نُشر في العلوم التطبيقية | 1999  |
| عدد الكتب المنشورة في الفنون                                                              | 18     | 93     | الأمم المتحدة                                                                  | 733 كتابا نُشر في arts & recreation | 1999  |
| عدد الكتب المنشورة في علم النفس والفلسفة                                                  | 13     | 83     | الأمم المتحدة                                                                  | 706 كتابا نُشر في علم النفس والفلسفة | 1999  |
| عدد الكتب المنشورة في علوم الدين                                                          | 2      | 96     | الأمم المتحدة                                                                  | 4,504 كتابا نُشر في علوم الدين | 1999  |
| عدد الكتب المنشورة في الآداب                                                              | 54     | 98     | الأمم المتحدة                                                                  | 247 كتابا نُشر في الآداب | 1999  |
| عدد الكتب المنشورة في العموميات                                                           | 12     | 88     | الأمم المتحدة                                                                  | 612 Book titles in generalities published | 1999  |
| عدد الكتب المنشورة في علم اللغة المقارن                                                   | 3      | 91     | الأمم المتحدة                                                                  | 1,486 Book titles in linguistics published | 1999  |
| عدد الكتب المنشورة في العلوم البحتة                                                       | 7      | 94     | الأمم المتحدة                                                                  | 1,844 Book titles in pure sciences published | 1999  |
| عدد الكتب المنشورة في العلوم الاجتماعية                                                   | 30     | 99     | الأمم المتحدة                                                                  | 1,319 Book titles in social sciences published | 1999  |
| Number of Library Books Per capita                                                        | 72     | 81     | الأمم المتحدة                                                                  | ~6 library books per 1,000 people | 2004  |
| Literacy rate of men aged 15-24                                                           | 54     | 155    | الأمم المتحدة                                                                  | 98.1% of male population 15-24 yrs old are literate | 2005  |
| نسبة تمدرس الفتيات إلى تمدرس الأولاد                                                      | 1      | 197    | الأمم المتحدة                                                                  | 1.223 females per one male student | 2005  |
| عدد تلاميذ في الصف الثانوي                                                                | 8      | 185    | البنك الدولي                                                                   | 9,942,201 تلميذا في الصف الثانوي | 2005  |
| Female/Male ratio of literacy rate in 15-24yrs old population                             | 87     | 155    | الأمم المتحدة                                                                  | Female/Male ratio of literate 15–24 years old population: 0.99; Total female literacy rate of 76.2% in 2002 improving from 25.5% in 1976 | 2005  |
| عدد التلاميذ في الصف الابتدائي                                                            | 17     | 193    | البنك الدولي                                                                   | 7,307,056 تلميذا في الصف الابتدائي | 2005  |
| Education enrollment at tertiary level                                                    | 22     | 200    | الأمم المتحدة                                                                  | 1,714,433 students at tertiary level of education; 64% of university students are female | 2002  |
| Education enrollment at tertiary level per capita                                         | 68     | 188    | الأمم المتحدة                                                                  | 26.159 tertiary level students per 1,000 people | 2002  |
| Education spending as % of GDP                                                            | 58     | 132    | الأمم المتحدة                                                                  | 4.9% of GDP is spent on education | 2003  |
| Education budget as % of total government budget                                          | 19     | 161    | البنك الدولي                                                                   | Education budget is 22.85% of total government budget | 2005  |
| Total school life expectancy                                                              | 58     | 110    | الأمم المتحدة                                                                  | Citizens on average attend 11.3 years of schooling | 1999  |
| Illiteracy rate among population over 15 years old                                        | 52     | 138    | الأمم المتحدة                                                                  | 20.9% of population over 15 years old are illiterate | 2003  |
| School Success Index Rank                                                                 | 29     | 158    | أنقذوا الأطفال: تقرير حالة الأمهات حول العالم الخاص بمنظمة أنقذوا الأطفال 2009 | The index is a calculated composite measure of indicators for early childhood growth & development, Under-5 survival rate, nutrition, adult female literacy rate, total fertility rate, grade 1 repetition rate, % of children out of school & children proficiency at mathematics, reading & مهارة حركية دقيقةs; Ranking is among 43 developed & 115 developing countries, totaling 158; More info: مهارات الدراسة | 2009  |
| Country Rank by World's Top Universities                                                  | 55     | عالميا | ويبومتريكس                                                                     | Iran has one جامعة among the التعليم العالي في إيران#Rankings & 30 among the top 5,000 universities; More info: National rankings of Iranian universities؛ Complete list for top 12,000 universities | 2009  |
| قائمة أكبر الجامعات في العالم من حيث عدد الملتحقين بها                                    | 3      | عالميا | قائمة أكبر الجامعات في العالم من حيث عدد الملتحقين بها                         | جامعة آزاد الإسلامية is the world's third largest university with more than 1.3 million students enrolled, it is also the world's largest private university | 2010  |
| World's Top Engineering Universities                                                      | 184    | عالميا | Quacquarelli Symonds                                                           | جامعة طهران stands at 184th and جامعة شريف التكنولوجية stands at 244th place among the world's top engineering universities | 2007  |
| Academic Ranking of World Universities                                                    | 401    | 500    | ARWU                                                                           | University of Tehran is ranked at 401st among the world top 500 universities; More info: ARWU 2010 Report | 2010  |
| Ratio of % of universities among top 500 per % share of total GDP by country[وصلة مكسورة] | 34     | عالميا | وزارة التعليم                                                                  | Ranking based on overall world universities ranking equalized against size of national economy to control for the fact that more wealthy nations can support their higher education systems to a greater degree due to higher funding availability thus measuring the quality of higher education adjusted for money spent on it                                                                                    | 2009  |
| Quality of math & science education                                                       | 35     | عالميا | المنتدى الاقتصادي العالمي                                                      | Measure of math & science education quality | 2011  |

## التركيبة السكانية
| اسم                                                                             | مرتبة | من خلال | مصدر              | ملاحظات | عام     |
| ------------------------------------------------------------------------------- | ----- | ------- | ----------------- | --- | ------- |
| معدل المواليد                                                                   | 96    | 195     | الأمم المتحدة     | 20.3 المواليد لكل 1000 من السكان / السنة | 2005-10 |
| معدل الوفيات                                                                    | 165   | 195     | الأمم المتحدة     | 5.4 الوفيات لكل 1000 من السكان / السنة؛ | 2005-10 |
| معدل الطلاق                                                                     | 25    | عالم    | الأمم المتحدة     | معدل الطلاق الخام 0.94 لكل 000 1 من السكان؛ وبحلول عام 2009 وصل معدل الطلاق في إيران إلى 1.7 لكل 1000 شخص | 2004    |
| المدن حسب عدد السكان                                                            | 17    | 61      | الأمم المتحدة     | مدينة طهران. السكان: 8,154,051؛ المساحة: 760 كيلومترا مربعا؛ الكثافة السكانية: 10،359 فرد / كم 2 | 2014    |
| التجمعات الحضرية حسب السكان                                                     | 28    | 100     | الأمم المتحدة     | ويتراوح عدد السكان في طهران ويبلغ عدد سكانها 8,154,051 نسمة | 2007    |
| التمدن حسب الدول                                                                | 65    | 193     | كتاب حقائق العالم | 68 في المائة من السكان في المناطق الحضرية؛ 982 مدينة و 68،122 قرية | 2005-10 |
| معدل التحضر                                                                     | 82    | 193     | كتاب حقائق العالم | معدل التحضر 2.1٪ | 2005-10 |
| معدلات وفيات الأطفال حسب البلد                                                  | 119   | 195     | الأمم المتحدة     | معدل وفيات الرضع من 30.6 ومعدل وفيات الأطفال دون سن الخامسة من 35.5 / 1000 ولادة حية | 2006    |
| معدل وفيات الأمهات                                                              | 92    | 136     | الأمم المتحدة     | 37 / 100،000 الحمل؛ وبحلول عام 2008 أصبح معدل وفيات الأمهات في إيران 27.8 / 100.000 حالة حمل. | 1985-99 |
| عدد السكان                                                                      | 17    | 223     | الأمم المتحدة     | السكان البالغ عددهم 79,926,270 نسمة أو ما يقرب من 1.09 في المائة من سكان العالم؛ مزيد من المعلومات: السكان في الماضي والمستقبل حسب البلد | 2009    |
| العمر المتوقع                                                                   | 108   | عالم    | الأمم المتحدة     | متوسط العمر المتوقع 71 سنة؛ ذكر: 69.4 سنة؛ أنثى: 72.6 سنة | 2005-10 |
| معدل النمو السكاني                                                              | 96    | 230     | الأمم المتحدة     | معدل النمو السكاني 1.35٪ | 2005-10 |
| الكثافة السكانية                                                                | 160   | 239     | الأمم المتحدة     | الكثافة السكانية 45.017 نسمة / كم مربع | 2005    |
| معدل صافي الهجرة                                                                | 126   | 154     | كتاب حقائق العالم | المهاجرون / 1000 نسمة: -2.62 | 2009    |
| معدل الخصوبة                                                                    | 129   | 223     | الأمم المتحدة     | معدل الخصوبة الكلي 2.04 مولود/امرأة؛ خفضت إيران معدل خصوبتها من 6.6 مولود / امرأة في عام 1970 إلى مستوى استبدال 2 في عام 2005 في برنامج صحة المرأة الثوري ووقف بنجاح أول طفرة المواليد في إيران. وهذا الانخفاض في معدل الخصوبة هو أسرع معدل في تاريخ البشرية. وانخفض معدل الخصوبة الإجمالي من 7 ولادة / امرأة في عام 1979 إلى 1.9 ولادة / امرأة في عام 2006 | 2005-10 |
| معدل الخصوبة لدى المراهقات: المواليد / 1000 أنثى تتراوح أعمارهن بين 15 و 19 سنة | 139   | 185     | البنك الدولي      | 19.14 ولادة / 1000 أنثى تتراوح أعمارهن بين 15 و 19 عاما؛ تصنيف من أعلى المعدلات إلى أدنى. | 2005    |
| السكان المهاجرين إلي البلد                                                      | 21    | 192     | الأمم المتحدة     | المهاجرون في إيران: 1.05٪ من إجمالي عدد المهاجرين في العالم أو 1،959،000، 2.861٪ من سكان إيران. | 2005    |
| عدد سكان اللاجئين الأجانب                                                       | 1     | 110     | الأمم المتحدة     | تستضيف أكبر وأطول البقاء لسكان اللاجئين الاجانب في العالم; معظمهم من اللاجئين العراقيين والأفغان؛ المزيد من المعلومات:اللاجئون الأفغان في إيران؛ واعتبارا من عام 2010، كان هناك أكثر من 3 ملايين لاجئ أفغاني يعيشون في إيران، وفي العقود الثلاثة السابقة استضافت إيران متوسط عدد اللاجئين الذين يزيد عددهم عن 5 ملايين                                      | 1999    |
| متوسط العمر                                                                     | 120   | 230     | كتاب حقائق العالم | متوسط العمر الوسيط: 27؛ ذكر متوسط العمر: 26.8؛ أنثی متوسط العمر: 27.2. | 2008    |
| السكان في عام 2015                                                              | 18    | 225     | الأمم المتحدة     | وفي عام 2015، سيكون عدد السكان: 79،917،000 نسمة؛ وفي عام 2020، سيكون عدد السكان: 83.7 مليون نسمة; وسيصل إجمالي عدد سكان إيران إلى 100 مليون نسمة بحلول عام 2030؛ وهذه الأرقام تخص السكان داخل إيران ولا يشمل عدد المغتربين الإيرانيين البالغ عددهم 5 ملايين نسمة لعام 2006؛ ويبلغ مجموع سكان إيران في جميع أنحاء العالم 100 مليون نسمة بحلول عام 2025       | 2004    |

## العلم والتكنولوجيا
| الاسم                                         | الرتبة | من بين | المصدر                                                                                         | ملاحظات | السنة |
| --------------------------------------------- | ------ | ------ | ---------------------------------------------------------------------------------------------- | --- | ----- |
| نسبة النمو في مجال العلم والتكنولوجيا         | 1      | عالميا | Science-Metrix Report / Science-Metrix country graph comparison / Government of United Kingdom | أعلى معدل نمو في العلوم والتكنولوجيا في العالم، زيادة بنسبة 1000% في 9 سنوات (1995-2004)؛ حيث ارتفعت حصة إيران من النشر الأكاديمي من إجمالي الناتج العالمي من 0.0003% في عام 1970 إلى 0.29% بحلول عام 2004 (أي ما يعادل نموًا بنسبة 100000% في 33 عامًا)، by 2008 Iran's share had reached 1.02% of the world's total output (~340000% growth in 37 years); كان معدل نمو إيران في عام 2009 في العلوم والتقنية هو الأعلى عالميًا حيث كان أسرع بـ 11 مرة من متوسط المعدل العالمي؛ حيث كانت إيران تضاعف ناتجها العلمي كل 3 سنوات؛ في عام 2009، حلّت إيران في المرتبة 22 من حيث إجمالي الإنتاج العلمي؛ التاسع عشر في مخرجات أبحاث الرياضيات، السابع عشر في مخرجات علم الحاسوب، المركز الخامس عشر في مخرجات التقنية النووية؛ المركز 28 في مخرجات الفيزياء؛ المركز السادس عشر في مخرجات تكنولوجيا الطيران؛ المركز السابع عشر في مخرجات الأبحاث الطبية، المركز الثالث عشر في مخرجات الكيمياء والمركز الخامس عشر في مخرجات تقنية النانو مزيد من المعلومات: Science in newly industrialized countries؛ Iranian scientific publications online digital archive | 2010  |
| قائمة الدول حسب الإنفاق على البحث والتطوير    | 27     | عالميا | الأمم المتحدة                                                                                  | أنفقت إيران 6.2 بليون دولار أمريكي في PPP أي ما يعادل ~0.7% من الدخل القومي الإجمالي، لدى إيران 500 عالم وتقني يعملون في قطاع البحث والتطوير لكل مليون شخص من السكان؛ More info: Iran National Science Foundation & علم السياسة العلمية & سياسة العلم & دورة حياة التقنية & Iranian cities among world's science cities | 2010  |
| Research and development spending             | 43     | 69     | البنك العالمي                                                                                  | About 0.5% of GDP was spent on بحث وتطوير in year 2000; Iran's spending on R&D is to reach 3% of GDP by 2015; Government funds 75% of all بحث in Iran | 2000  |
| Research and development spending per capita  | 58     | 69     | البنك العالمي                                                                                  | 0.007351% of national GDP per 1 million people; More info: تكنولوجيات ناشئة | 2000  |
| Technology Achievement Index                  | 45     | 68     | الأمم المتحدة                                                                                  | Technology Achievement Index measures creation of technology, انتشار المبتكرات, diffusion of old ابتكارs & human skills; Iran's score: 0.26 out of 1; More info: رأس المال البشري | 2001  |
| Patents granted per capita                    | 56     | 60     | المنظمة العالمية للملكية الفكرية                                                               | 0.014702 براءات الاختراع لكل مليون شخص؛ مزيد من المعلومات: الملكية الفكرية في إيران وحتمية تكنولوجية | 1998  |
| قائمة وكالات الفضاء                           | 9      | عالميا | قائمة وكالات الفضاء                                                                            | وكالة الفضاء الإيرانية بميزانية تبلغ 500 مليون دولار سنويًا، تمتلك الوكالة تاسع أعلى ميزانية لمنظمة فضاء وطنية في العالم | 2010  |
| قالب:Ill-WD2First orbital launches by country | 9      | عالميا | Timeline of first orbital launches by country                                                  | إيران هي الدولة التاسعة التي تصل إلى الفضاء؛ لمزيد من المعلومات: معاهدة الفضاء الخارجي | 2010  |
| قائمة وكالات الفضاء                           | 6      | عالميا | حيوانات في الفضاء                                                                              | 2010 |       |
| قائمة الأرقام القياسية في رحلات الفضاء        | 21     | عالميا | قائمة الأرقام القياسية في رحلات الفضاء                                                         | تحتل إيران المرتبة 21 من حيث إجمالي الوقت الذي قضاه مواطنوها في الفضاء؛ حيث أمضت مواطنة إيرانية واحدة فقط (هي أنوشه أنصاري) حوالي 11 يومًا في الفضاء بصفة سائحة فضاء؛ لمزيد من المعلومات: جدول زمني للبعثات الفضائية حسب الجنسية | 2007  |
| مؤشر الابتكار العالمي                         | 64     | 133    | المنظمة العالمية للملكية الفكرية                                                               | مؤشر يقيس مدى تهيئة البيئة للابتكار؛ لمزيد من المعلومات: إبداع | 2024  |